# تطور العثة المفلفلة

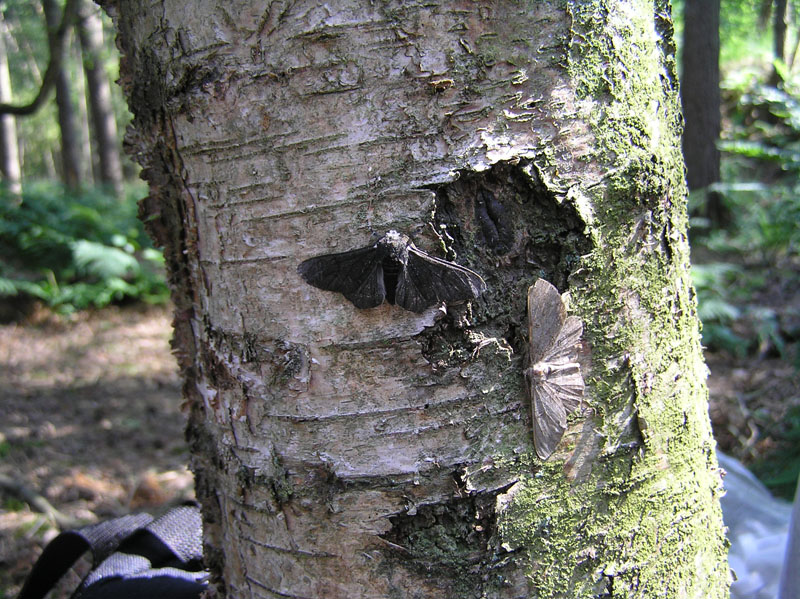
عثة مفلفلة بيضاء مع أخرى سوداء على شجرة واحدة، إن العثة البيضاء مموهة بشكل كبير على هذه الشجرة غير الملوثة مما يحميها من الطيور.

تطور العثة المفلفلة هو مثال تطوري لتغير اللون في عدد من العث نتيجة لتلوث الهواء أثناء الثورة الصناعية. زاد عدد العث ذو اللون الداكن في ذلك الوقت، كمثال على التلون الصناعي. وعندما انخفضت نسبة التلوث في وقت لاحق انتشر العث ذو اللون الفاتح مرة أخرى. كان التلون الصناعي في العث اختبارًا مبكرًا لنظرية تشارلز داروين عن الاصطفاء الطبيعي، وقد استخدم كمثال كلاسيكي في تدريس التطور. وصفها سيول رايت بأنها: (أوضح حالة لرؤية العملية التطورية).
لم توجد العثة المفلفلة ذات اللون الداكن قبل عام 1811. وعُثر في عام 1848 في مدينة مانشستر الصناعية في إنجلترا على عدة مجموعات متنوعة من العث الملون. وعادت نسبة العث الفاتح للارتفاع بحلول نهاية القرن التاسع عشر حيث فاق عدد الأنواع الأصلية ذات الألوان الفاتحة تقريبًا 98٪ في عام 1895. طُرحت فقط بعض التوقعات عن الأهمية التطورية للعثة خلال حياة داروين. وقدم جيمس توت في عام 1896 (بعد 14 سنة من وفاة داروين) هذا التطور كحالة من الانتقاء الطبيعي. وانتشرت فكرة التطور على نطاق واسع ولاقت نظرية داروين قبولًا متزايدًا من الناس.
كان برنارد كيتلويل أول من درس الآلية التطورية وراء تكيف العث المفلفل بين عامي 1953 و 1956. ووجد أنَّ الجسم ذو اللون الفاتح يمتلك تمويهًا فعالًا في البيئة النظيفة مثل مدينة دورست، بينما كان اللون الداكن مفيدًا في البيئة الملوثة كما كان الحال في مدينة برمنغهام. وكان البقاء الانتقائي بسبب الطيور التي صادت بسهولة العث الداكن على الأشجار النظيفة والعث الأبيض على الأشجار الملوثة بالفحم. أصبح هذا التغير الذي تدعمه تجربة كيتلويل مثالًا مثبتا عن التطور الدارويني ودليلًا على الانتقاء الطبيعي.
ومع ذلك أدى الفشل في تكرار تجربة كيتلويل وانتقاد أساليبه من قبل ثيودور ديفيد سارجنت في أواخر ستينات القرن العشرين إلى إثارة الشكوك حول التجربة. تعرضت تجارب كيتلويل للهجوم بشكل أكبر واتُهم بالاحتيال عندما نشرت جوديث هوبر كتابها عن العث والرجال في عام 2002 وأهملت التجارب بشكل كبير. أصبح نقده حجة رئيسية لأنصار نظرية الخلق. كان مايكل ماجيروس هو المدافع الرئيسي. وأثبتت تجربته التي استمرت سبع سنوات بدءًا عام 2001 (وهي الأكثر تفصيلاً في علم أحياء الأنواع ونًشرت نتائجها بعد وفاته في عام 2012) أعمال كيتلويل بتفصيل كبير. واعتبر تطور العث «الدليل الأكثر وضوحًا» و «أحد أوضح الأمثلة وأكثرها سهولة في فهم التطور الدارويني».

## الأصل والتطور
كانت العثة المفلفلة السوداء نادرة الوجود قبل الثورة الصناعية. حُفظت أول عينة سوداء (من أصل غير معروف) في جامعة أكسفورد في عام 1811. وتم اكتشاف أول عينة حية بواسطة إيدلستون في مانشستر في إنجلترا عام 1848، لكنه تحدث عن ذلك بعد 16 عامًا (في عام 1864). لاحظ إيدلستون بحلول عام 1864 انتشار أنواع عث أخرى في حديقته في مانشستر. تمكنت العثة فاتحة اللون من الاندماج مع المكونات ذات الألوان الفاتحة ولحاء الأشجار، وكانت العثة السوداء غير المنتشرة مهددة بخطر الافتراس من قبل الطيور. وكنتيجة لوجود المكونات ذات الألوان الفاتحة والأشجار كان العث ذو الألوان الفاتحة أكثر فاعلية في الاختباء، وكانت نسبة تكرار الأليل الداكن حوالي 0.01٪.
خلال العقود الأولى من الثورة الصناعية في إنجلترا أصبح الريف بين لندن ومانشستر مليئا بالملوثات الناتجة عن الفحم من مصانع حرق الفحم الجديدة. مات الكثير من العث المفلفل ذو الأجسام فاتحة اللون بسبب انبعاثات ثاني أكسيد الكبريت وأصبحت الأشجار مظلمة. وقد أدى ذلك إلى زيادة افتراس الطيور للعث ذات الألوان الفاتحة، حيث لم تعد تستطيع التخفي في نظامها البيئي الملوث: لأن أجسادها الآن لا تنسجم مع لون لحاء الأشجار.
ومن ناحية أخرى كان العث داكن اللون مموه بشكل جيد مع الأشجار السوداء. وازداد عددها بسرعة. حيث ارتفع بحلول منتصف القرن التاسع عشر بشكل ملحوظ، وبحلول عام 1895 بلغت النسبة المئوية للعث ذو اللون الداكن في مانشستر 98٪. أدى أثر الصناعة في تلوين الجسم إلى صياغة مصطلح (التلون الصناعي).
ومن الممكن أنَّ يكون التلون الصناعي دليلًا يدعم نظرية تشارلز داروين في الانتقاء الطبيعي. كتب عالم الحشرات البريطاني ألبرت بريدج فارن (1841-1921)، إلى داروين في 18 تشرين الثاني عام 1878 رسالة لمناقشة ملاحظته للتغيرات اللونية في العثة الحلَقية (Annulet moth). ولاحظ وجود العث الداكن في حديقة نيو فوريست، والعث البني على الطين وعلى التربة الحمراء في هيرفوردشير، والعث الأبيض على المنحدرات البيضاء في لويس، ثم قال أنَّ هذا الاختلاف هو مثال على فكرة (البقاء للأصلح). أخبر داروين أنه عثر على عث داكن على منحدر أبيض حيث تم تغطية أوراق الشجر بالدخان من قمائن الجير، وكان قد سمع أيضًا أنَّ العث الأبيض أصبح أقل انتشارًا في لويس بعد عمل أفران الجير لبضع سنوات. يبدو أنَّ داروين لم يستجب لهذه المعلومات ربما بسبب اعتقاده أنَّ عملية الانتقاء الطبيعي أبطأ بكثير. لم يُنشر أي تفسير علمي لتلوين العث حتى عام 1896 (أي بعد 14 عامًا من وفاة داروين) عندما كان جيمس توت يربط بشكل واضح تلون العثة المفلفلة بالانتقاء الطبيعي.]

## زيادة وانخفاض تواتر النمط الظاهري
ظهرت التلون في أنواع العث الأوروبي وفي أمريكا الشمالية. إنَّ المعلومات حول ارتفاع التواتر قليلة. نعرف الكثير عن الانخفاض اللاحق في تواتر النمط الظاهري حيث تم قياسه من قِبل علماء حرشفيات الأجنحة باستخدام مصائد العث.
قام ستيوارد بجمع البيانات الخاصة بالنتائج الأولى للعثة المفلفلة وتصنيفها حسب المكان، واستنتج أنَّ تحول العث للون الأسود كان نتيجة طفرة واحدة انتشرت لاحقًا. ووصلت النسبة بحلول عام 1895 إلى 98٪ في مانشستر.
انخفض تواتر النمط الظاهري للعثة المفلفلة السوداء منذ نحو عام 1962 إلى الوقت الحاضر بشكل ثابت تمشيًا مع الهواء النظيف حول المدن الصناعية. تم قياس انخفاض التواتر بشكل أكثر دقة من ارتفاعه من خلال دراسات علمية دقيقة. الجدير بالذكر أنَّ برنارد كيتلويل أجرى دراسة استقصائية في عام 1956، وأجرى بروس جرانت دراسة مشابهة في أوائل عام 1996، وأيضًا كوك في عام 2003.
عُثر على نتائج مماثلة في أمريكا. لم يتم العثور على التلون الشكلي في اليابان. ويعتقد أنّ ذلك بسبب عدم تواجد العث المفلفل في المناطق الصناعية في اليابان.

## في علم الوراثة
كان توت أول من اقترح (فرضية الاختلاف في صيد الطيور) في عام 1896 كآلية للانتقاء الطبيعي. كانت العثة الملونة مموهة بشكل أفضل مع لحاء الأشجار الذي لا يحتوي على نبات الأشنّة الورقية، بينما كانت العثة البيضاء مموهة بشكل أفضل مع الأشجار ذات الأشنة الورقية. وكانت الطيور نتيجة لذلك تعثر على تلك الأنواع غير المموهة بنسبة متزايدة وتأكلها.
أجرى هالدين في عام 1924 بعض الحسابات مستخدمًا نموذج انتقاء عام بسيط، تعتبر ميزة الانتقاء ضرورية للتطور الطبيعي المسجل للعث المفلفل. وبناءً على فرضية أنَّ نسبة العث الملون في عام 1848 هي 2٪ وبلغ بحلول عام 1895 نسبة 95٪. يجب أن يكون العث ذو اللون الداكن أكثر صلاحية بنسبة 50٪ من النموذج ذو اللون الفاتح. وحتى مع أخذ الأخطاء المحتملة في النموذج ضمن الاعتبار استبعد ذلك صحة العملية العشوائية للتغير الوراثي لأن التغيرات كانت سريعة جدًا. أصبح التحليل الإحصائي الذي أجراه هالدين للتغير اللوني الموجه في العث المفلفل جزءًا معروفًا من جهوده لإظهار أنَّ النماذج الرياضية التي تجمع بين الانتقاء الطبيعي وعلم الوراثة المندلية يمكن أن تفسر التطور، ولعب هذا الجهد دورًا رئيسيًا في تأسيس تخصص علم وراثة الأنواع. وبداية الاصطناع التطوري الحديث للنظرية التطورية في علم الوراثة.
في العث المفلفل: يكون أليل تلون الجسم بالسواد هو المهيمن في حين أنَّ أليل تلون العث باللون الأبيض متنحي، مما يعني أنَّ العث الأبيض يملك نمط ظاهري (مرئي) لا يظهر إلا في النمط الوراثي المتماثل (عث يحتوي على نسختين من نفس الأليل) ويختفي في الأنماط غير المتجانسة. يساعد ذلك في توضيح مدى التغير السريع في تعداد العث الملون.
تعتبر العثة المفلفلة أيضًا نموذجًا للتطور المتوازي بسبب حدوث ظاهرة تلون الشكل في العث البريطاني والأمريكي حيث لا يمكن تمييزهما في المظهر. يشير التحليل الوراثي إلى أنَّ النمط الوراثي في كلا النوعين موروث كأليل مهيمن. تشير عملية التهجين بين النوعين إلى أنَّ الأنماط الظاهرية تنتجها أليلات تتوضّع في نفس المكان.